# Bataille de Wagram, 6 juillet 1809
La Bataille de Wagram, 6 juillet 1809 est un tableau de Horace Vernet, peint en 1836. Il s'agit de l'une des œuvres visibles dans la galerie des batailles, au château de Versailles, en France.

## Description
La Bataille de Wagram est une huile sur toile, de 4,65 m de haut sur 5,43 m de long. Elle montre Napoléon à cheval, avec son état-major, commandant son armée pendant la bataille de Wagram en 1809.

## Localisation
L'œuvre est située dans la galerie des batailles, dans le château de Versailles. Les toiles de la galerie étant disposées par ordre chronologique, il s'agit de la dernière toile, après celle représentant la bataille de Friedland (1807).

## Historique
En 1833, le roi Louis-Philippe, au pouvoir depuis 3 ans, décide de convertir le château de Versailles en musée historique de la France. La galerie des Batailles est inaugurée en 1837. 33 toiles monumentales y sont disposées, dépeignant des épisodes militaires de l'histoire de France.
La toile d'Horace Vernet est commandée le 1er mai 1835. Peinte en 1836, elle est mentionnée dans l’inventaire de 1850 de la galerie des Batailles (n°137).

## Artiste
Horace Vernet (1789-1863) est un peintre français.